# Гогуа Василь Барнабович
Василь Барнабович Гогуа (18 лютого 1908, село Джурукветі, тепер Ланчхутський муніципалітет, Грузія — 25 травня 1967, місто Тбілісі, Грузія) — радянський діяч, голова Президії Верховної ради Грузинської РСР. Член ЦК КП(б) Грузії, член Бюро ЦК КП(б) Грузії. Депутат Верховної ради Грузинської РСР 1—3-го скликань. Депутат Верховної ради СРСР 2—3-го скликань, заступник голови Президії Верховної ради СРСР.

## Життєпис
Народився в селянській родині.
Член ВКП(б) з 1927 року.
У 1932 році закінчив Грузинський індустріальний інститут.
Працював інженером на будівництві електростанцій в Загесі і Ткварчелі та підприємств легкої промисловості, був директором Каспського цементного заводу Грузинської РСР.
У 1938—1942 роках — народний комісар комунального господарства Грузинської РСР.
У 1942—1943 роках — 1-й секретар Ткібульського районного комітету КП(б) Грузії.
10 лютого 1943 —1943 року — в.о. секретаря ЦК КП(б) Грузії із паливної і енергетичної промисловості. У 1943—1946 роках — заступник секретаря ЦК КП(б) Грузії із паливної і енергетичної промисловості.
24 грудня 1946 — 12 квітня 1948 року — 2-й секретар Тбіліського міського комітету КП(б) Грузії.
26 березня 1947 — 26 березня 1948 року — голова Верховної ради Грузинської РСР.
26 березня 1948 — 5 квітня 1952 року — голова Президії Верховної ради Грузинської РСР.
Потім — на пенсії.
Помер 25 травня 1967 року.

## Нагороди
- два ордени Леніна
- орден Трудового Червоного Прапора
- медаль «За оборону Кавказу»
- медаль «За перемогу над Німеччиною у Великій Вітчизняній війні 1941—1945 рр.»
- медаль «За доблесну працю у Великій Вітчизняній війні 1941—1945 рр.»
- медаль «За трудову доблесть»
- медалі
- Заслужений інженер Грузинської РСР